# Южно-Уральская АЭС
Южно-Уральская АЭС, Южноуральская АЭС, ЮУАЭС — планируемая атомная электростанция в Челябинской области. 
Атомная электрическая станция будет расположена в 140 км северо-западнее Челябинска, между городом Озёрск и посёлком Метлино. Вблизи станции находится химкомбинат «Маяк» и Восточно-Уральский радиационный заповедник.

## История строительства
Строительство АЭС началось в 1982 году. Предполагалось, что станция будет состоять из трёх промышленно-исследовательских реакторов на быстрых нейтронах БН-800. После аварии на Чернобыльской АЭС в 1986 году строительство станции было приостановлено. В это время вчерне были завершены постройки вспомогательной инфраструктуры и выкопаны котлованы под комплексы двух энергоблоков. В 1993 году строительство АЭС окончательно прекращено, уже возведённые постройки заброшены и станция присоединилась к череде недостроенных АЭС эпохи Союза ССР.
Госэкспертиза проекта АЭС проводилась через 7 лет после его утверждения и начала строительства. В ноябре 1990 года проект строительства Южно-Уральской АЭС был представлен на государственную экспертизу в экспертную комиссию Верховного Совета СССР. Из заключения комиссии: «…в вопросах радиационной экологической безопасности совершенно не нашли отражения уроки аварии на Чернобыльской АЭС. …В таком виде проект строительства АЭС должен быть однозначно отклонён, как совершенно не отвечающий элементарным экологическим требованиям к выбору, размещению АЭС и строительству в конкретной кризисной экологической обстановке…». В 1991 году, когда уже на строительство было потрачено более 200 млн рублей, в Челябинской области был проведён референдум о строительстве АЭС в ходе которого население высказалось против её строительства.
Отмене (отсрочке) строительства также способствовало и настроение населения региона вызванное радиационным заражением реки Течи с 1949 года, крупномасштабной радиационной аварией в 1957 году и более мелкими инцидентами в последующем произошедшие в Челябинской же области. Вопросы об отмене строительства поднимались даже в Верховном суде Российской Федерации в 2008 году (дело № ГКПИ08-1528).
В случае строительства ЮУАЭС, в 30-километровой зоне (в случае нештатной ситуации и отчуждения) оказались бы города Кыштым, Касли, Озёрск, пгт Вишневогорск, Новогорный и ряд более малых населённых пунктов, участок железнодорожной линии Челябинск — Кыштым — Екатеринбург, участки автодорог (проходят по горно-таёжной местности) соединяющих Верхнеуфалейский городской округ и Нязепетровский район с областным центром.

### Информация об энергоблоках
| Энергоблок       | Тип реакторов | Мощность | Мощность | Начало строительства | Подключение к сети                   | Ввод в эксплуатацию                  | Закрытие                             |
| Энергоблок       | Тип реакторов | Чистый   | Брутто   | Начало строительства | Подключение к сети                   | Ввод в эксплуатацию                  | Закрытие                             |
| ---------------- | ------------- | -------- | -------- | -------------------- | ------------------------------------ | ------------------------------------ | ------------------------------------ |
| Южно-Уральская-1 | БН-800        | 750 МВт  | 800 МВт  | 01.01.1986           | Строительство остановлено 01.12.1993 | Строительство остановлено 01.12.1993 | Строительство остановлено 01.12.1993 |
| Южно-Уральская-2 | БН-800        | 750 МВт  | 800 МВт  | 01.01.1986           | Строительство остановлено 01.12.1993 | Строительство остановлено 01.12.1993 | Строительство остановлено 01.12.1993 |
| Южно-Уральская-3 | БН-800        | 750 МВт  | 800 МВт  | Отменён 01.12.1993   | Отменён 01.12.1993                   | Отменён 01.12.1993                   | Отменён 01.12.1993                   |
| Южно-Уральская-1 | РБН           | 1180 МВТ | 1255 МВт |                      |                                      | 2038 (по планам)                     |                                      |
| Южно-Уральская-2 | РБН           | 1180 МВТ | 1255 МВт |                      |                                      | 2040 (по планам)                     |                                      |

## Планы по завершению
В начале 2000-х годов появились планы по возобновлению строительства Южно-Уральской АЭС. Сначала предполагалось, что станция будет достроена по старому проекту с тремя энергоблоками БН-800. Потом было решено полностью пересмотреть проект станции. Предполагалось, что станция будет состоять из трёх энергоблоков с реакторами типа БН-1200. Выбор площадки строительства новой Южно-Уральской АЭС проводился из пяти участков: вблизи Магнитогорска, в Саткинском и Троицком районах, вблизи посёлка Пригородный (в Каслинском районе) а также площадка ранее строившейся станции возле посёлка Метлино. Специалистами Российского федерального ядерного центра, занимавшимися обоснованиями выбора площадки, в итоге был выбран последний вариант размещения станции, несмотря на то, что в 2005 году министр Сергей Кириенко заявлял о невозможности использования старой площадки АЭС. Был составлен новый проект станции и проведены работы по привязке объекта к местности. Сметная стоимость строительства станции составляет 140 миллиардов рублей, а начало строительства было намечено на 2011—2013 годы.
После 2008 года сроки строительства и ввода в эксплуатацию Южно-Уральской АЭС постепенно отодвигались все дальше и дальше, а планируемая мощность снижалась; в конце концов, планы на строительство станции окончательно исчезли из правительственных документов. Так, в распоряжении Правительства РФ от 2008 года строительство и ввод в эксплуатацию Южно-Уральской АЭС намечалось на период 2016—2020 годов. Станция должна была состоять из 4 блоков ВВЭР-1200 суммарной мощностью 4600 МВт. Согласно следующей версии плана энергетического развития России, утверждённой в ноябре 2013 года, ввод в эксплуатацию Южно-Уральской АЭС был запланирован на 2030 год. Станция теперь должна была состоять из двух блоков БН-1200. В схожем по содержанию правительственном документе 2016 года, срок ввода в эксплуатацию остался прежним, но планируемая мощность была снижена до одного блока БН-1200. В последней редакции от 9 июня 2017 года, охватывающей период до 2035 года планы на строительство и ввод в эксплуатацию Южно-Уральской АЭС полностью отсутствовали.
20 августа 2024 года в соответствии с требованиями пункта 27 Правил разработки и утверждения документов перспективного развития электроэнергетики, утвержденных постановлением Правительства Российской Федерации от 30.12.2022 № 2556, опубликован для общественного обсуждения проект Генеральной схемы размещения объектов электроэнергетики до 2042 года, в котором обозначены основные параметры проекта станции.